# Zach Railey
Zach Railey, född den 9 maj 1984 i Sankt Petersburg, Florida, är en amerikansk seglare.
Han tog OS-silver i finnjolle i samband med de olympiska seglingstävlingarna 2008 i Qingdao i Kina.